# ZDHHC19
ZDHHC19 (англ. Zinc finger DHHC-type containing 19) – білок, який кодується однойменним геном, розташованим у людей на 3-й хромосомі. Довжина поліпептидного ланцюга білка становить 309 амінокислот, а молекулярна маса — 34 352.
| 10         |  | 20         |  | 30         |  | 40         |  | 50         |
| ---------- |  | ---------- |  | ---------- |  | ---------- |  | ---------- |
| MTLLTDATPL |  | VKEPHPLPLV |  | PRPWFLPSLF |  | AAFNVVLLVF |  | FSGLFFAFPC |
| RWLAQNGEWA |  | FPVITGSLFV |  | LTFFSLVSLN |  | FSDPGILHQG |  | SAEQGPLTVH |
| VVWVNHGAFR |  | LQWCPKCCFH |  | RPPRTYHCPW |  | CNICVEDFDH |  | HCKWVNNCIG |
| HRNFRFFMLL |  | VLSLCLYSGA |  | MLVTCLIFLV |  | RTTHLPFSTD |  | KAIAIVVAVS |
| AAGLLVPLSL |  | LLLIQALSVS |  | SADRTYKGKC |  | RHLQGYNPFD |  | QGCASNWYLT |
| ICAPLGPKYM |  | AEAVQLQRVV |  | GPDWTSMPNL |  | HPPMSPSALN |  | PPAPTSGSLQ |
| SREGTPGAW  |  |            |  |            |  |            |  |            |

A: Аланін

C: Цистеїн

D: Аспарагінова кислота

E: Глутамінова кислота

F: Фенілаланін

G: Гліцин

H: Гістидин

I: Ізолейцин

K: Лізин

L: Лейцин

M: Метіонін

N: Аспарагін

P: Пролін

Q: Глутамін

R: Аргінін

S: Серин

T: Треонін

V: Валін

W: Триптофан

Кодований геном білок за функціями належить до трансфераз, ацилтрансфераз. 
Задіяний у такому біологічному процесі, як альтернативний сплайсинг. 
Локалізований у мембрані.